# Czaplice, Hạt Wałcz
Czaplice [t͡ʂaˈplit͡sɛ] là một ngôi làng thuộc khu hành chính của Gmina Człopa, thuộc hạt Wałcz, West Pomeranian Voivodeship, ở phía tây bắc Ba Lan. Nó nằm khoảng 2 kilômét (1 mi) phía đông bắc Człopa, 29 km (18 mi) phía tây nam của Wałcz và 111 km (69 mi) về phía đông của thủ đô khu vực Szczecin.

Ngôi làng có dân số 204 người.
1. 1 2  "Central Statistical Office (GUS) - TERYT (National Register of Territorial Land Apportionment Journal)" (bằng tiếng Ba Lan). ngày 1 tháng 6 năm 2008.